# عزلة الظهرة (تعز)

تعديل مصدري - تعديل

عزلة الظهرة هي إحدى عزل مديرية ماوية في محافظة تعز اليمنية ويبلغ تعداد سكانها 6552 نسمة حسب التعداد السكاني في اليمن لعام 2004.